# Saison 2008 des Pirates de Pittsburgh
La Saison 2008 des Pirates de Pittsburgh  est la 127e saison pour cette franchise (122e saison en ligue majeure).

## La saison régulière

### Classement
| Ligue nationale (Division Centrale) | V  | D  | %     | GB   |
| ----------------------------------- | -- | -- | ----- | ---- |
| Cubs de Chicago                     | 97 | 64 | 0.602 | --   |
| Brewers de Milwaukee                | 90 | 72 | 0.556 | 7.5  |
| Astros de Houston                   | 86 | 75 | 0.534 | 11.0 |
| Cardinals de Saint-Louis            | 86 | 76 | 0.531 | 11.5 |
| Reds de Cincinnati                  | 74 | 88 | 0.457 | 23.5 |
| Pirates de Pittsburgh               | 67 | 95 | 0.414 | 30.5 |